# Little Venice
Pour les articles homonymes, voir Venice et Petite Venise.
Little Venice est un quartier du centre de Londres dans le district de la Cité de Westminster. Il est situé à la jonction du Grand Union Canal et du Regent’s Canal.